# Municipio de Wakefield (Minnesota)
El municipio de Wakefield (en inglés: Wakefield Township) es un municipio ubicado en el condado de Stearns en el estado estadounidense de Minnesota. En el año 2010 tenía una población de 2756 habitantes y una densidad poblacional de 32,82 personas por km².

## Geografía
El municipio de Wakefield se encuentra ubicado en las coordenadas 45°28′00″N 94°27′41″O / 45.46667, -94.46139. Según la Oficina del Censo de los Estados Unidos, el municipio tiene una superficie total de 83.97 km², de la cual 77,57 km² corresponden a tierra firme y (7,62 %) 6,4 km² es agua.

## Demografía
Según el censo de 2010, había 2756 personas residiendo en el municipio de Wakefield. La densidad de población era de 32,82 hab./km². De los 2756 habitantes, el municipio de Wakefield estaba compuesto por el 98 % blancos, el 0,11 % eran afroamericanos, el 0,15 % eran amerindios, el 0,25 % eran asiáticos, el 0,33 % eran de otras razas y el 1,16 % eran de una mezcla de razas. Del total de la población el 1,63 % eran hispanos o latinos de cualquier raza.